# 安妮·紐貝格
安妮·紐貝格（1976年—） 是一位美国计算机安全官员。
纽伯格曾經是美国股票转让与信托公司（American Stock Transfer & Trust Company）的高级运营副总裁。後來以白宮學者的身份加入美國联邦政府並在五角大楼工作。之後出任海军副首席管理官。 後來她在美国国家安全局工作了十多年，担任过网络安全主任、运营部助理副主任和该机构的第一位首席风险官。之後她又在拜登政府中担任网络和新兴技术領域的国家安全副顾问  。